# Mellanstadielärare
Mellanstadielärare var i Sverige åren 1968-1988 en lärare som undervisade på den svenska grundskolans mellanstadium. 1968 ersatte utbildningen till mellanstadielärare den tidigare folkskollärarutbildningen, och från 1988 ersattes mellanstadielärareutbildningen av en utbildning till grundskollärare.